# Aspeboda kyrka
Aspeboda kyrka är en kyrkobyggnad i Aspeboda 12 kilometer norr om Borlänge och 13 kilometer sydväst om Falun. Kyrkan tillhör Aspeboda församling i Västerås stift. 

## Kyrkobyggnad
Aspeboda kyrka, ritad av arkitekt Rolf Bergh, är uppförd i hårdbränt tegel från Insjön med, liksom sin föregångare, takryttare och fyra hörnspiror på det kopparklädda taket. Hörnspirorna är tillägnade de fyra evangelisterna. I nordöstra hörnet under sockeln ligger den hörnsten som även 1681 års kyrka vilade på, erinrande om Jesu ord i Matteusevangeliet 21:42: "Stenen som husbyggarna ratade har blivit en hörnsten". På gavelkrönen finns fem förgyllda kopparflammor som skall påminna om den "Helige Andes kapell". Kyrkan har två sakristior och fristående klockstapel.
När man går in genom det södra vapenhuset passerar men en byggnad gjord av timmer från den föregående kyrkans sakristia. Grundplanen är något skev, vilket enligt medeltida tradition ska åskådliggöra Kristi kropp, då huvudet i dödsögonblicket faller åt sidan. Taket bärs upp av fyra kraftiga betongpelare. Längs takkanten ett band av fönster, där de norra fönstrens antikglas släpper in ett hårdare ljus och de södra ett mjukare, åskådliggörande olika makters kamp. I taket mycket värdefulla renässansmålningar från 1609 års kyrka, unika för dessa breddgrader.

## Historik

### Capella Montis Cupri (medeltiden-1609)
Enligt traditionen har det funnits ett medeltida kapell, "Kapellet på Kopparberget (Capella Montis Cupri)", på Kapellsbacken, cirka 5 km från nuvarande kyrkan i riktning mot sjön Vällan. Ännu finns där några otydliga spår efter en husgrund.

### Helge Andes kapell (1609-1681)
På platsen för nuvarande kyrkan uppfördes 1609 ett kapell, kallat "Helge Andes kapell". Säkerligen var det mindre än senare byggda kyrkor men exakt hur det såg ut vet man inte. Innertaket var emellertid av plant trä och försett med kassettmålningar i renässansstil. År 1625 göts en kyrkklocka och 1676 nämns för första gången att det fanns en klockstapel.

### Fem Spirors tempel (1681-1959)

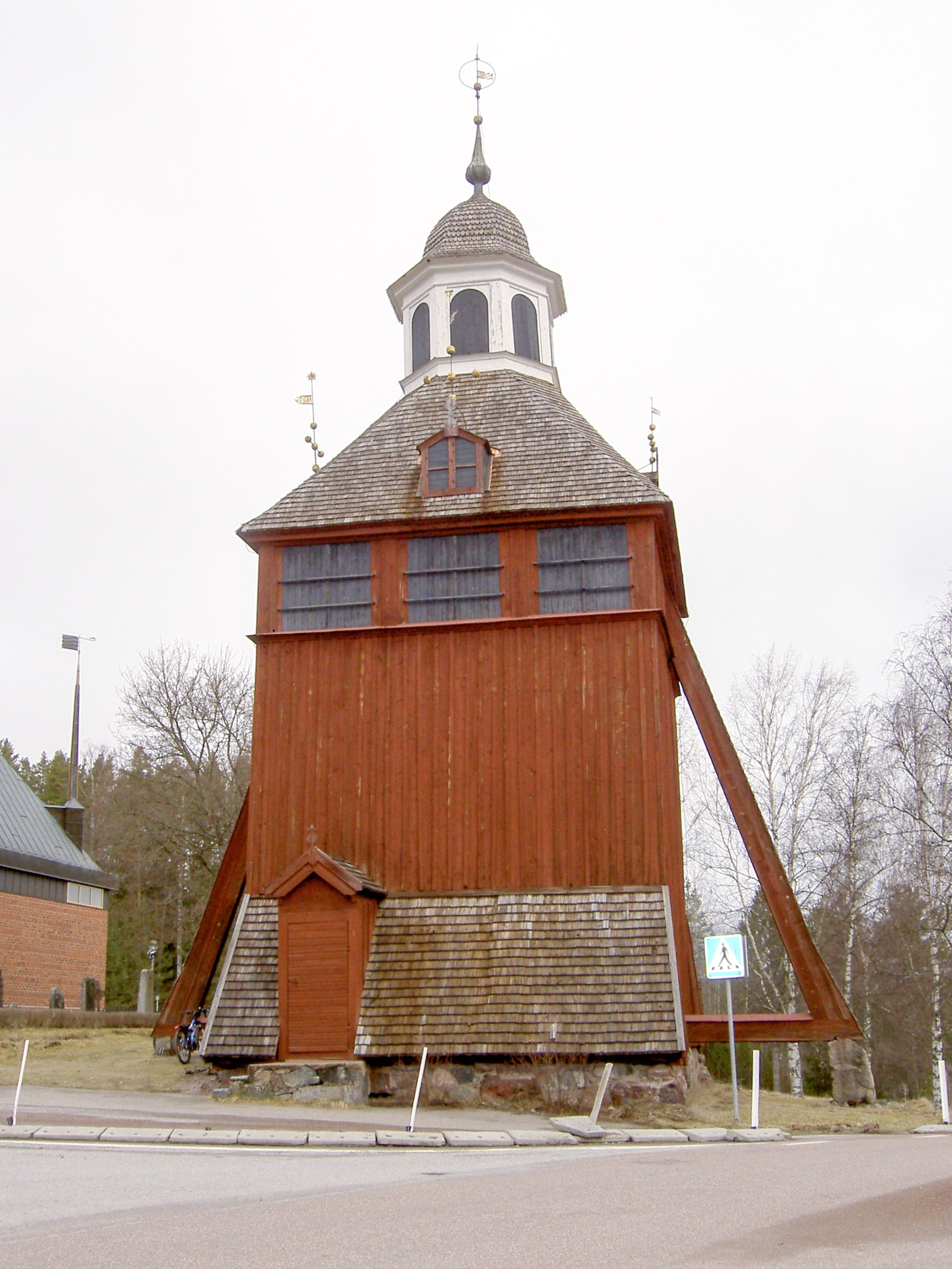
Klockstapeln.

Som på många andra ställen växte befolkningen och det blev snart trångt i kapellet. År 1664 föreslog Johannes Rudbeckius den yngre, som var kyrkoherde i Falun men också för Aspeboda, att man skulle uppföra en större kyrkobyggnad "aff trää uthan om then gamble". År 1667 kom man igång. Kyrkan knuttimrades och fick ett rektangulärt långhus med vapenhus både i söder och i väster. Sakristian lades på norra sidan. Fasaden kläddes med träspån och rödfärgades. I stället för torn fick den en takryttare och i varje hörn dessutom en mindre spira. Kyrkan var mycket lik nuvarande Amsbergs kapell nordväst om nuvarande Borlänge. År 1681 kunde församlingen ta sin nya faluröda kyrka i bruk. År 1688 fick klockstapeln sin nuvarande utformning.
Timmerväggarna var invändigt ursprungligen nakna, men i början av 1700-talet ökade välståndet hos socknens bergsmän och kyrkan smyckades. Under lång tid var dock takmålningarna vitmenade tills de upptäcktes i samband med en inspektion.
Under 1959 restaurerades kyrkan. Bland annat gjordes en omfattande ommålning av ytskickten. Det målade innertaket från 1600-talet hade därför monterats ned och förvarades i bisättningsbyggnaden en bit från kyrkan. Den 7 augusti 1959, innan arbetena var klara, fattade kyrkan plötsligt eld. På några minuter var den övertänd och totalförstördes, liksom alla de inventarier som inte förvarades i sakristian. Klockstapeln med kyrkklockorna klarade sig.

### Nuvarande kyrkan (1959-)

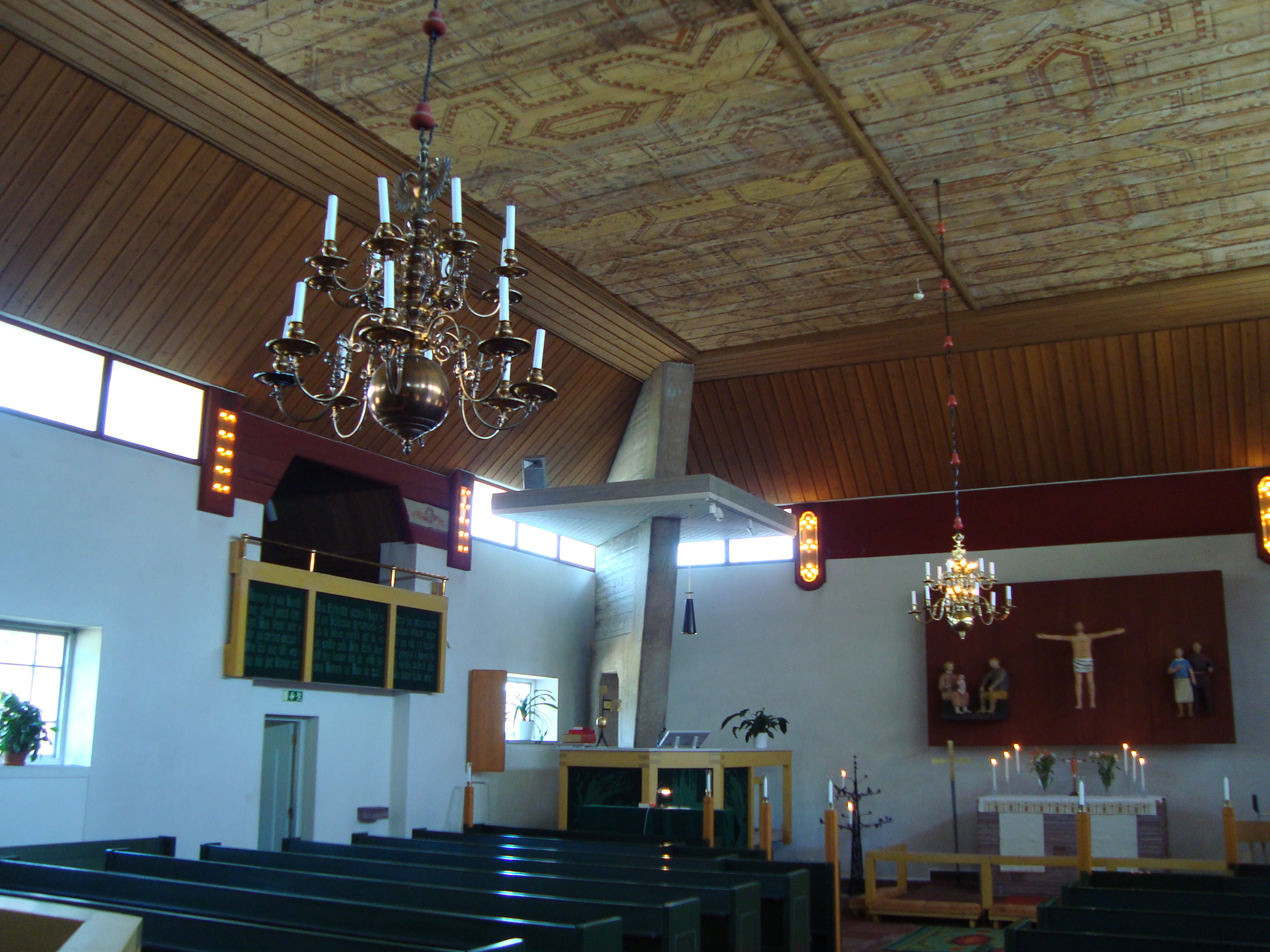
Interiörbild med gamla innertaket synligt.

Sorgen var naturligtvis stor över förlusten och många i församlingen ville återuppföra träkyrkan. Det visade sig emellertid svårt att inom rimlig tid få fram timmer av rätt dimensioner och kvalité. En annan nackdel var de höga värmekostnaderna. Så var det ju eldfaran! Arkitekt Rolf Bergh engagerades och han presenterade ett förslag till en nutida kyrka av samma storlek som den nedbrunna, men utförd i tegel och med det södra vapenhuset uppfört av det brandskadade timret från sakristian. Fasaden ville han klä med hårdbränt tegel, lagt i mönster som skulle erinra om den gamla timmerkyrkans spånbeklädnad. Rolf Berghs förslag antogs, dock inte utan stridigheter. Enligt Mora tidning den 6 november 1959 ändrade församlingen sin uppfattning om materialvalet efter att "arkitekten fått säga sitt". Midsommardagen 1963 invigdes den nya kyrkan av biskop Sven Silén.

## Inventarier
- Altare av sandsten från Älvdalen.
- Altaruppsats åskådliggörande kyrkans tre stora högtider: "Josef och Maria med barnet, den uppståndne Kristus och två nutida människor inför pingstundret", skapad av bildhuggaren Ivar Lindekrantz (1902-1981).
- Predikstol, antagligen ritad av Rolf Bergh, försedd med tre bilder i dubbel finväv över temat "Jesu stillar stormen", komponerade av konstnären Folke Heybroeks, vävda på Alice Lunds ateljé i Stora Tuna socken i samarbete med Dagmar Lodén.
- Dopfunt av sandsten med dopskål i kristall, ritad av José Samson; gravyren med hjortar & fiskar är av Ingmar Lindgren.
- Fönster med ihopsmält färgat glas, utförda av konstnärerna Per Lindekrantz och Ralph Bergholtz.
- Bonad på gapskullens läktarbarriär med citat från 23:e psalmen, komponerad av Folke Heybroeks, vävda på Alice Lunds ateljé i Stora Tuna i samarbete med Dagmar Lodén.
- Kassettmålningar i renässansstil från 1609 års kyrka.
- Delar av Albrecht Hanssons Swinhufvuds gravsten uppsatta på en betongpelare i kyrkans sydvästra hörn.
- Modell av "Fem spirors tempel" tillverkad av konservator Mattias Person.
- Storklockan, skänkt 1625 av adelssläkten Swinhufvud.
- Angångsklockan, från 1611.
- Lillklockan, gjuten 1695 av Gerhard Meyer, Falun.

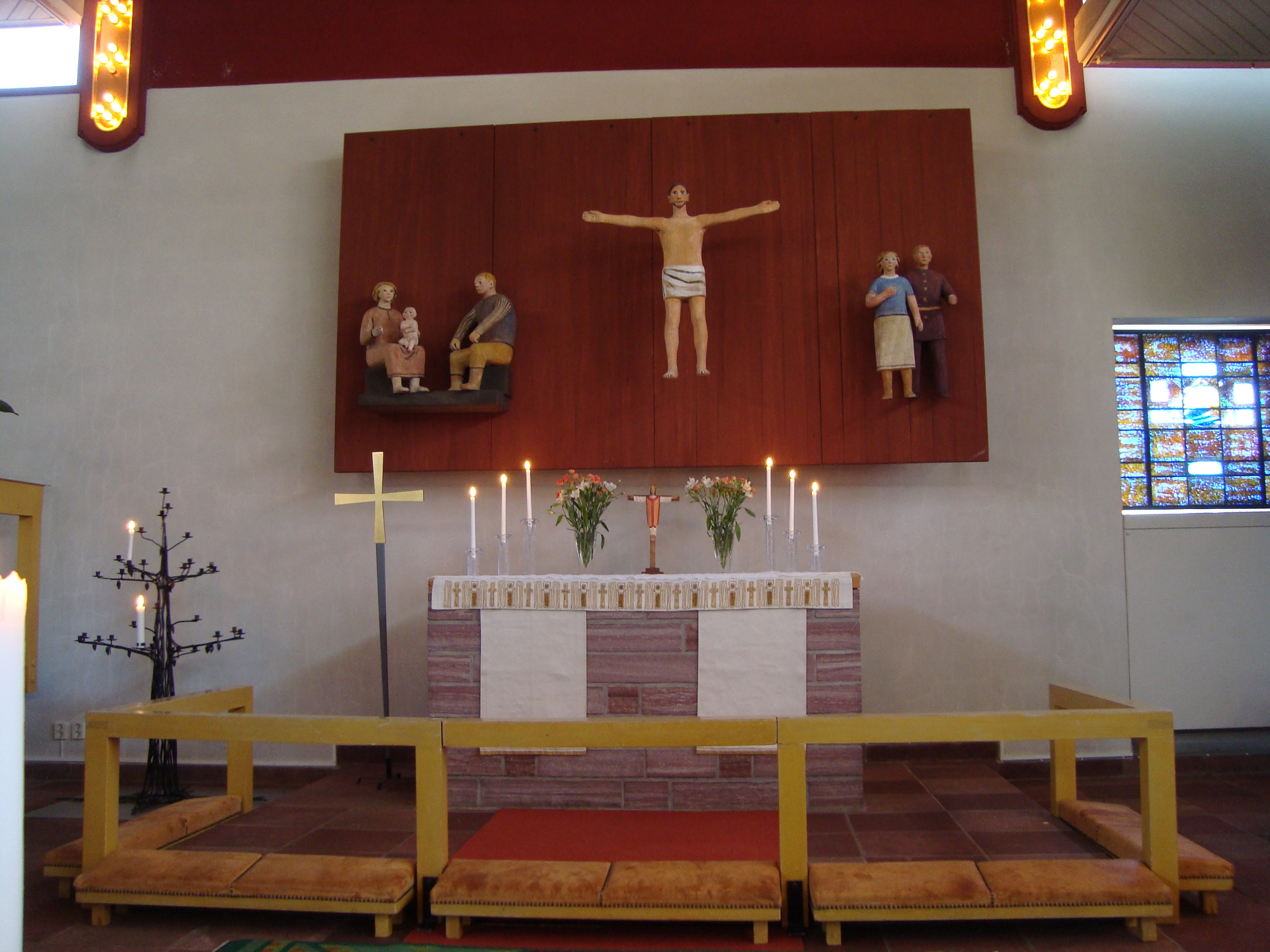
Högaltaret med altaruppsatsen
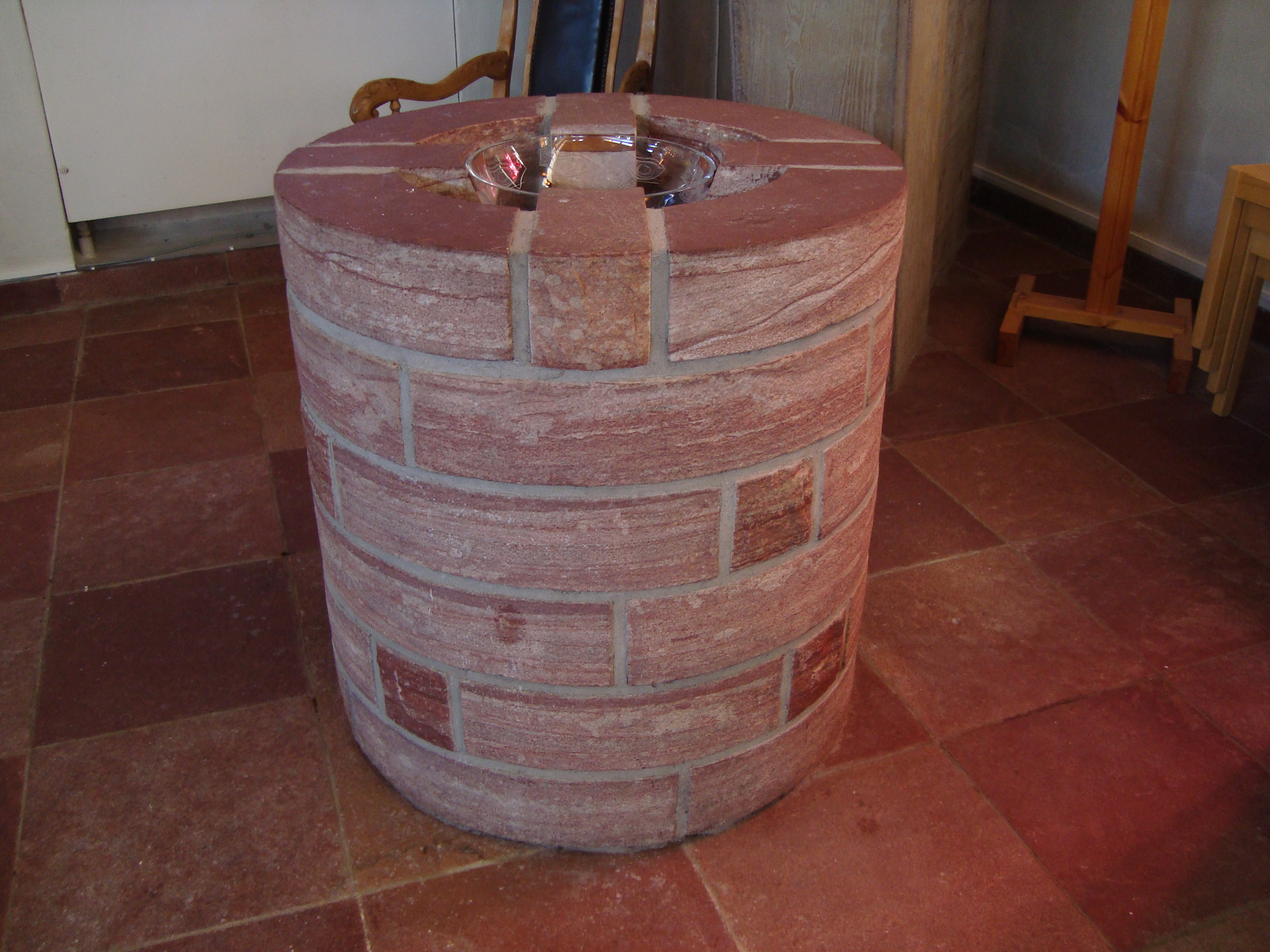
Dopfunten
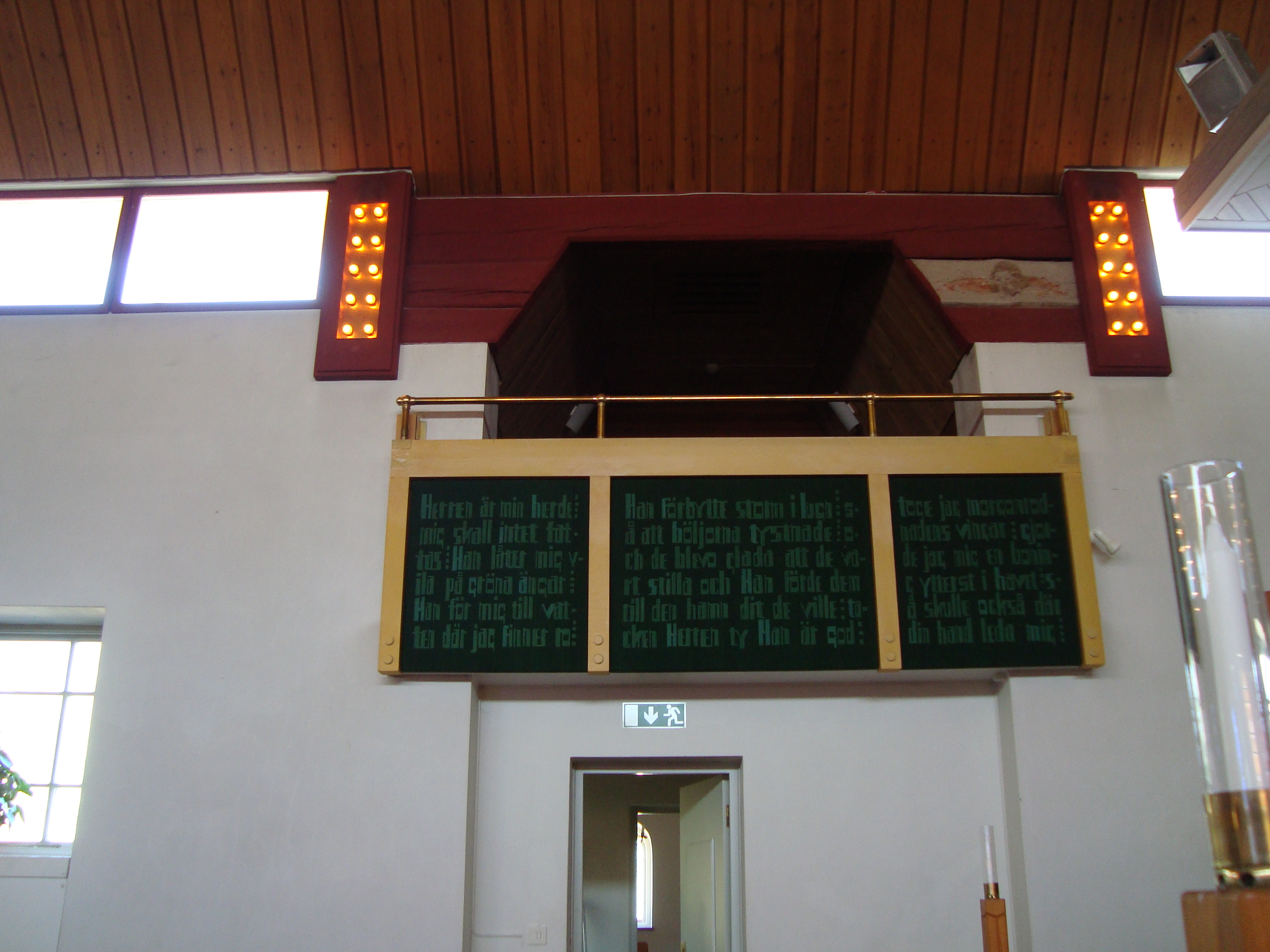
Bonaden vid gapskullen
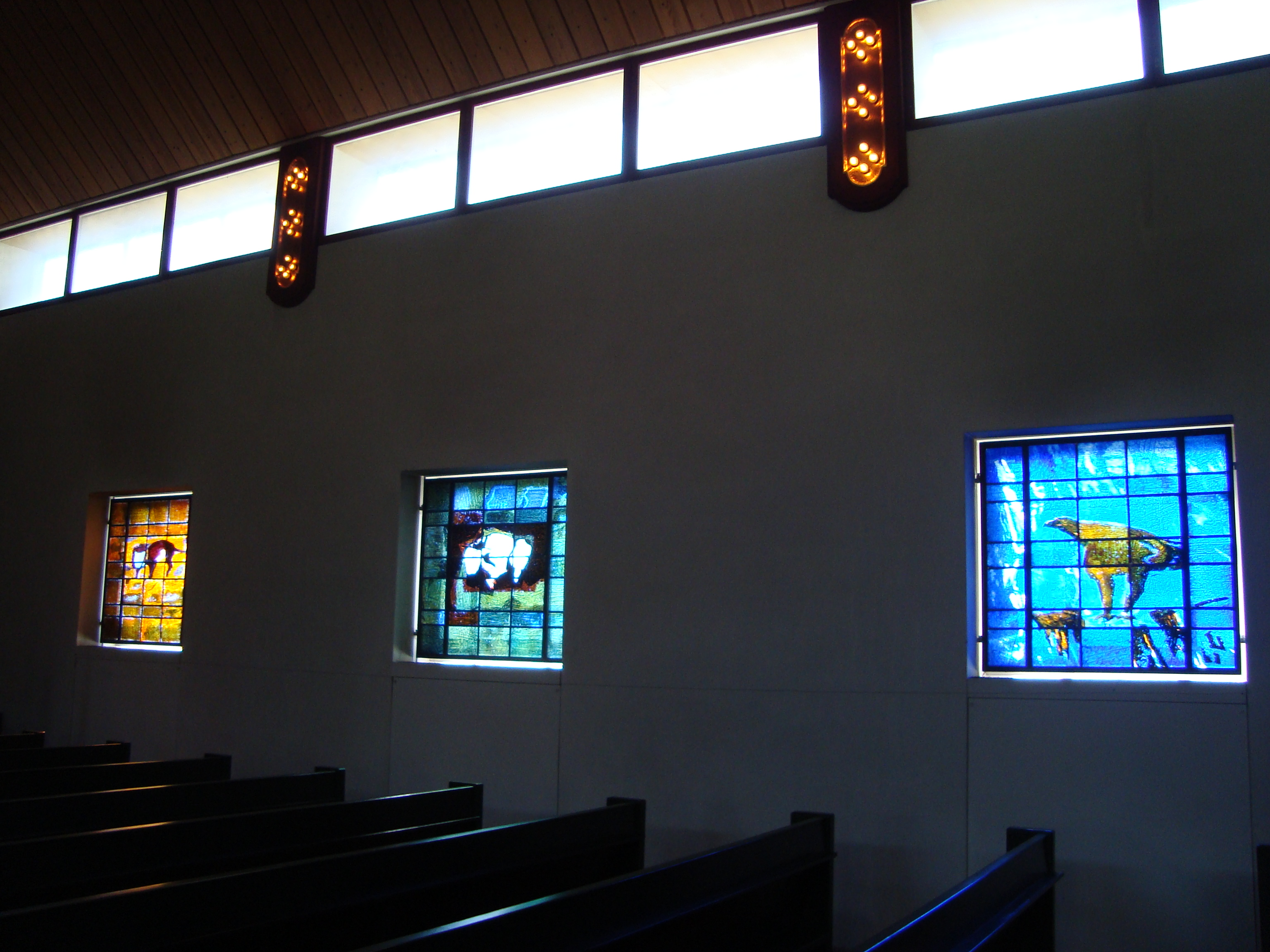
Målade fönster

## Orglar
Kronologi:

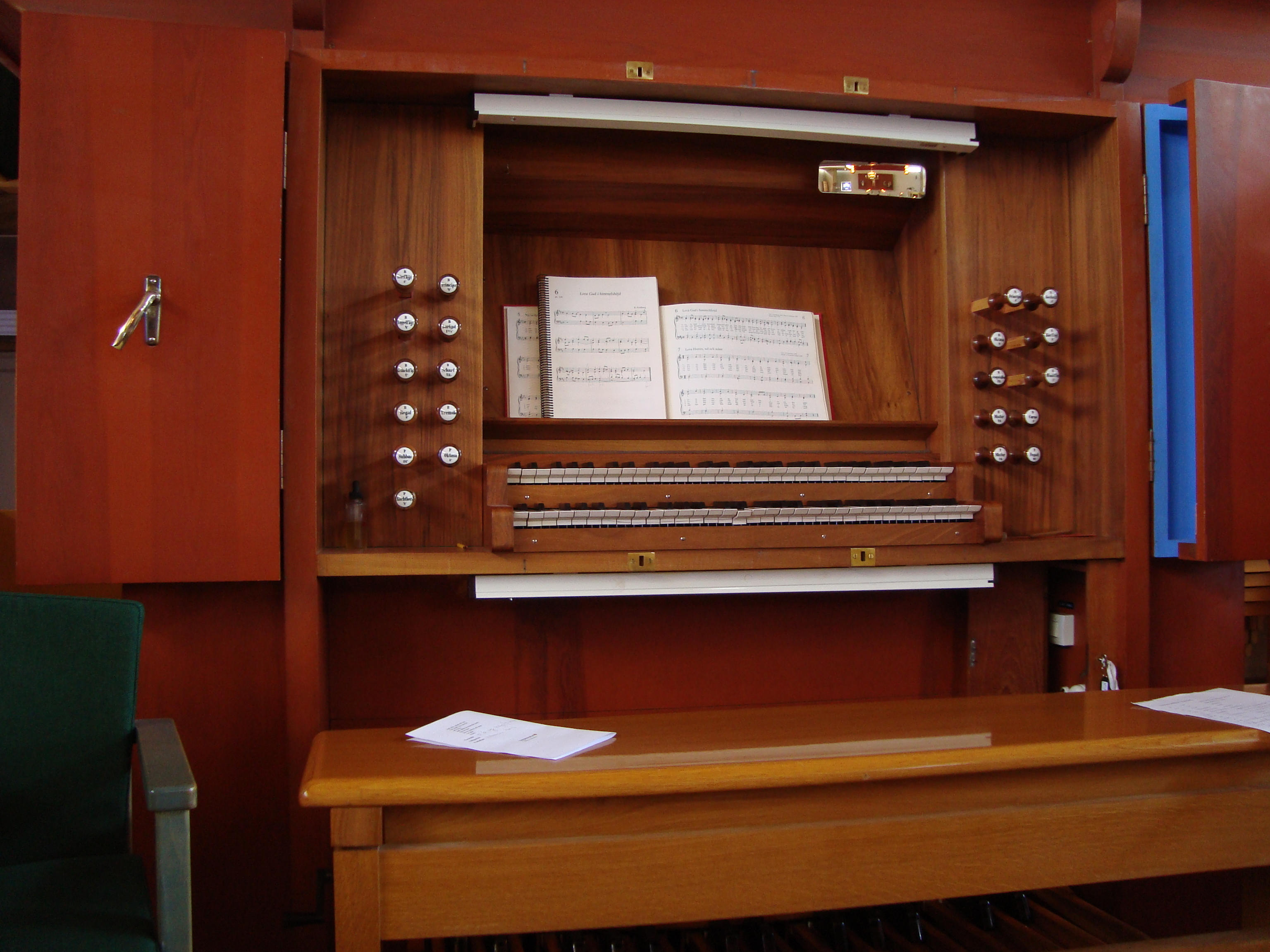
Orgelmanualerna

- 1631: Orgelbyggare Paul Müller från Spandau bygger det äldsta kända orgelverket i kyrkan. Orgeln flyttas 1667 och 1740 under kyrkans ombyggnationer. Orgeln renoverades och utökades med trumpet 1763 av Mattias Swahlberg den yngre. 1860 säljs orgelverket till Mockfjärds kyrka, Dalarna.

| Manual       |
| Gedackt 8'   |
| Principal 4' |
| Qvinta 3'    |
| Oktava 2'    |
| Mixtur 3     |
| Trumpet 8'   |
| Trumpet 4'   |

- 1860-1864: Amatörorgelbyggare A. Johansson, Hedemora, bygger en 1-manualig orgel med 6 stämmor och bihangspedal. Den blev invigd 21 februari 1864.[2]
- 1931: Inköp av orgel från Sandvikens kyrka byggd 1899 av Åkerman & Lund, Sundbyberg. (A. Johanssons fasad finns kvar.)
- 1950: Omdisponering av Bo Wedrup, Uppsala.

Disposition:
| Manual I       | Manual II         | Pedal         |
| Principal 8’   | Rörflöjt 8’       | Subbas 16’    |
| Dubbelflöjt 8’ | Salicional 8’     | Violoncell 8’ |
| Oktava 4’      | Gemshorn 4’       |               |
| Täckflöjt 4’   | Flöjt 2’          |               |
| Kvinta 2 2/3’  | Oboe 8’           |               |
| Oktava 2’      |                   |               |
| Trumpet 8’     | Crescendosvällare |               |

- 1959: Orgeln brinner upp.
- 1963: I den nya kyrkan bygger firma Åkerman & Lund, Knivsta, en mekanisk 2-manualig orgel med 20 stämmor. Den invigdes den 15 december 1963.

Disposition:
| Huvudverk I                           | Bröstverk II    | Pedal            | Koppel |
| Principal 8’                          | Rörflöjt 8’     | Subbas 16’       | I/P    |
| Gedackt 8’                            | Principal 4’    | Oktava 8’        | II/P   |
| Oktava 4’                             | Koppelflöjt 4’  | Nachthorn 4’     | II/I   |
| Rörflöjt 4’                           | Gedacktflöjt 2’ | Mixtur III chor. |        |
| Waldflöjt 2’                          | Larigot 1 1/3’  | Fagott 16’       |        |
| Sesquialtera II chor. 2 2/3’ + 1 3/5’ | Scharf II chor. |                  |        |
| Mixtur IV chor.                       | Regal 8’        |                  |        |
| Corno 8’                              | Tremolo         |                  |        |